# Caldeiron (trovador)
Caldeiron fue un juglar del siglo XIII, compositor de cantigas en gallego-portugués.

## Biografía
No quedan datos biográficos. Se le identifica con un juglar tamborilero documentado en la corte de Sancho IV en los años 1293 y 1294. Estudiosos como Carolina Michaelis proponen que sería un juglar aragonés que llegó a la corte de Don Dinís en 1282 o 1297. Xabier Ron Fernández localizó este nombre en una repartición de Valencia en torno al año 1240, sin embargo, su posición en los cancioneros lo situarían próximo al final del siglo XIII. El apellido Calderón también pertenece a una familia noble Navarra documentada en la repartición de Úbeda y Baeza de 1238, no obstante existe consenso en que era un juglar y no un trovador, por tanto descarta esta hipótesis.  

## Obra
Se conservan dos cantigas de escarnio y maldecir.